# Eurypides
Eurypides (gr. Εὐριπίδης Euripídēs, ur. około 480 p.n.e., zm. 406 p.n.e.) – jeden z najwybitniejszych dramaturgów starożytnej Grecji.

## Życiorys
Urodzony na Salaminie syn ateńskiego ziemianina Mnesarchosa i Klejto. Odebrał staranne wykształcenie atletyczne, muzyczne (obejmowało ono poza muzyką umiejętności poetyckie i choreograficzne) oraz filozoficzne. Próbował również swoich sił w malarstwie. Wiadomo, że był kapłanem Zeusa we Flyi, brał także udział w poselstwie Aten do Syrakuz, pełnił obowiązki proksenosa obywateli Magnezji w Atenach. Eurypides ożenił się dwa razy. Jego pierwszą żoną była Melito, drugą natomiast Chojrine, z którą doczekał się trzech synów. Około 408 r. p.n.e. wyprowadził się z Aten, najpierw skierował się do Magnezji w Tesalii, później do Pelli, gdzie zmarł na dworze króla Macedonii Archelaosa I śmiercią tragiczną w 406 r. p.n.e. rozszarpany przez królewskie psy gończe.
W sztukach Eurypidesa Andromacha, Medea i Ifigenia w Taurydzie znalazły odbicie tragiczne dzieje Grecji z okresu wojny peloponeskiej, toczonej między Spartą i Atenami w V w. p.n.e. Eurypides był atakowany za zbytnią nowoczesność swojej twórczości. Jego nowatorstwo objawiało się zarówno w formie (prolog, pieśni chóru i arie nie musiały się łączyć z akcją sztuki – w jej przebieg interweniowali bogowie, pomagając w rozwiązywaniu skomplikowanej intrygi, tzw. deus ex machina), jak i w treści (m.in. bohaterowie byli często prostymi ludźmi, zaś technika monologu pozwalała głębiej sięgnąć do motywów ich działania). Głosił idee równości wszystkich ludzi, popadając w konflikt ze zwolennikami tradycyjnych stosunków społecznych.
Doceniony po śmierci bardziej niż za życia, wywiera wpływ na teatr europejski oraz na twórczość wybitnych pisarzy i humanistów po dziś dzień.

## Twórczość
Eurypides pierwszy raz wziął udział w agonie tragicznym w 455 r. p.n.e., lecz bez sukcesu. Zwycięstwo w konkursie odniósł dopiero w 441 r. p.n.e. To, czym dysponujemy z zachowanej twórczości tragika, stanowi dzieło dojrzałości i starości twórczej, tym bardziej że pierwszy z zachowanych utworów, tj. Alkestis powstał w 438 r. p.n.e., zatem Eurypides tworzył już od niespełna dwóch dekad.

### Podział utworów Eurypidesa
Jerzy Łanowski proponuje wyodrębnić w twórczości Eurypidesa następujące grupy utworów:
- Grupa pierwsza obejmuje utwory, będące studiami psychologicznymi postaci (zwłaszcza kobiecych), które ulegają własnym namiętnościom. Można tu wskazać na takie utwory, jak Alkestis (438 p.n.e.), Medea (431 p.n.e.), Hippolytos uwieńczony (428 p.n.e.), Hekabe (około 425 p.n.e.), Andromacha (około 419 p.n.e.) oraz utwory znane z fragmentów, tj. Telefos (438 p.n.e.), Bellerofont (przed 425 p.n.e.), Ajolos (przed 423 p.n.e.), Melanippe mądra i Melanippe w pętach[5].
- Grupę drugą tworzą dzieła, które dotykają spraw politycznych, tj. Heraklidzi (około 429 p.n.e.) i Błagalnice (około 420 p.n.e.), jak również Herakles szalejący (powstał prawdopodobnie około 416 p.n.e.) oraz Trojanki (415 p.n.e.), a także niezachowany Erechteus (przed 411 p.n.e.).
- Grupa trzecia zawiera utwory, opierające się na skomplikowanej intrydze i zawikłanej akcji oraz stanowiące punkt wyjścia dla rozwoju dramatu europejskiego. Można tu znaleźć takie dzieła, jak Elektra (pochodzi zapewne z 413 p.n.e.), Helena (412 p.n.e.), Ion, Ifigenia w Taurydzie (powstała między 413 p.n.e. a 409 p.n.e.), Orestes (408 p.n.e.) i Ifigenia w Aulidzie (406 p.n.e.) oraz niezachowane utwory, takie jak Antiope (powstała po 412 p.n.e.), Andromeda, Hypsipyle (między 409 p.n.e. a 407 p.n.e.) i Auge.
- Granice powyższych grup przekraczają Fenicjanki (między 409 p.n.e. a 407 p.n.e.), Bachantki (407 p.n.e.), Cyklop i wątpliwy autorsko Resos[6].

### Konstrukcja
Prologi w tragediach Eurypidesa mają formę monologów i precyzyjnie sytuują akcję danego utworu w jego kontekście mitologicznym. Niemal wszystkie dzieła zawierają sekwencję debaty (agonu), w której uczestniczą główne postacie i przekonują do własnych racji, ujawniając swoje zdolności oratorskie. Typową cechą Eurypidejskiej tragedii jest obszerna narracja, z którą występuje posłaniec, opisujący określone zdarzenie. Tragediopisarz ponadto rozwiązywał akcję utworów na zasadzie deus ex machina.
Postacie Eurypidesa tłumaczą się, usiłują się usprawiedliwiać, eksterioryzują własne myśli i uczucia, dokonują autoanalizy, próbują bronić swoich uczuć, racji i idei. Postacie znalazły się w centrum zainteresowania tragediopisarza. Ich tożsamość jest naznaczona przez cierpienie i odwagę. Najlepszymi przykładami są bohaterki z takich sztuk, jak Alkestis, Medea, Hekabe, Ifigenia w Taurydzie i Ifigenia w Aulidzie.
Przyjmuje się, że Eurypides jest wynalazcą intrygi. Akcja jego utworów opiera się na wybiegach, niespodziankach i rozpoznaniach. Dzięki zwiększeniu liczby i zróżnicowaniu postaci w jego tragediach urozmaiceniu ulega sama intryga. Za przykład mogą posłużyć Fenicjanki, gdzie cała rodzina Edypa uczestniczy w dramacie, tj. w utworze obecni są Polinejkes i Eteokles, Jokasta, Antygona, zaś w środkowym momencie Fenicjanek Eurypides wprowadza Kreona, na scenie pojawiają się Tejrezjasz i Menojkeus. Wprowadzenie wielu postaci skutkuje akcją opartą na ruchu, przyspieszaniem jej rytmu i grą napięć, a wydarzenia ukazują się w całej różnorodności ludzkich interpretacji.
Eurypides dokonał redukcji roli chóru, co jest konsekwencją rozrostu akcji właściwej i stanowi wynik analizy psychologicznej, np. w Fenicjankach chór stanowią dziewczęta fenickie, które znajdują się w drodze do Delf. Dziewczęta nie mają większego związku z akcją, co najwyżej mogą wzbogacać tragedię o aspekt egzotyczny. Również w Elektrze rola chóru nie jest znacząca, zwłaszcza że jego wypowiedzi liczą 200 wersów na całkowitą liczbę 1360 wersów tragedii.
Eurypides rozwinął zatem akcję, wzmocnił efekty dramatyczne, nadał swobodę muzyce, zwiększył liczbę postaci oraz wprowadził perypetie, na skutek czego niektóre jego dzieła mogą wykazywać podobieństwa z melodramatem.

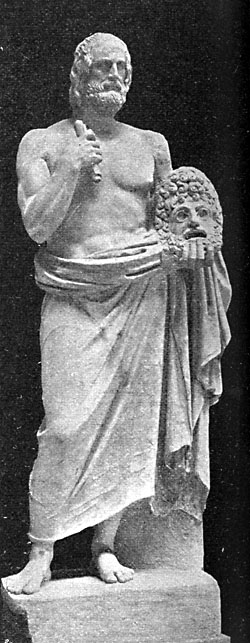
Posąg Eurypidesa, Muzea Watykańskie

### Formy gnomiczne
To, co charakterystyczne dla Eurypidesa, to formy gnomiczne, którym została przyporządkowana funkcja moralna, estetyczna i retoryczna. Poeta wprowadza je w strukturę tragedii i za ich pomocą przekazuje pouczenia moralne, kreuje patos i etos postaci bądź wykorzystuje je jako riposty i pointy w sekwencjach agonistycznych. Formy gnomiczne dotyczą spraw losu, przeznaczenia, sprawiedliwości, wartości życia, przemijalności szczęścia, nieszczęścia, stosunku człowieka do bogów, roli bogów w życiu wspólnoty, miłości, przyjaźni, państwa i prawa, małżeństwa, dzieci. Szczególne miejsce zajmują gnomy na temat kobiet. Na przykład w Alkestis występują gnomy dotyczące śmiertelności: „Wszystkim śmiertelnym umrzeć przeznaczone” albo „Wytrwaj. Bo nigdy nie wskrzesisz przez płacz tych, którzy umarli”, zaś w Fenicjankach można znaleźć gnomę agonistyczną, która współtworzy wizerunek psychologiczny postaci: „Gdy trzeba krzywdzić, to krzywdzić dla władzy rzecz najpiękniejsza”.

### Stosunek do opowieści mitycznych
Eurypides – zgodnie z konwencją swoich czasów – opierał się na fabule mitu, choć traktował go bardzo swobodnie. Dokonał deheroizacji opowieści mitycznej, kiedy przedstawiał postacie i wydarzenia mitologiczne jako osoby i wydarzenia z dnia codziennego. Doprowadziło to do załamania się tradycyjnego wizerunku greckich bogów, a także do załamania się formy dotychczasowej tragedii greckiej. Eurypides potraktował mit jako wzorzec bądź szablon, który został wypełniony refleksją o współczesnym mu społeczeństwie i jego moralności. Nie oznacza to, że tragediopisarz rezygnował z motywacji boskiej, przeciwnie – mimo ustawienia na pierwszym planie człowieka jego utwory mają mitologiczny początek i koniec. Eurypides nie akceptował tradycyjnej greckiej religii i tradycyjnych bogów, będących odpowiednikami ludzi. Z tego względu współcześni – zwłaszcza Arystofanes – zarzucali mu bezbożność.
W tragediach Eurypidesa bogowie wpływają na ludzką egzystencję. Przede wszystkim ich ingerencja w porządek ziemski zmienia bieg akcji. Stopień ingerencji bóstw jest odmienny w poszczególnych utworach, np. w Medei rola Heliosa została zredukowana do udzielenia pomocy Medei w ucieczce w scenie finałowej, natomiast w Bachantkach Dionizos jest wprowadzony jako uosobienie siły, która powoduje klęskę Penteusa i jego rodziny. Negatywny aspekt relacji „bóg – człowiek” jest widoczny w takich utworach, jak Hippolytos uwieńczony (działanie Afrodyty), Herakles szalejący (Hera), Trojanki (Atena i Posejdon), Bachantki (Dionizos). W Hippolycie i Bachantkach bogów można potraktować jako symbole, będące reprezentacjami sfer ludzkiej psychiki, tym bardziej że to, jaki stosunek dane postacie mają do określonych bóstw, informuje o tym, jaka jest tożsamość tych postaci, np. Hippolytos otacza czcią Artemidę, a odrzuca Afrodytę. Eurypides operuje alegoryczną interpretacją bóstw mitologicznych i kwestie teologiczne wykorzystuje do celów psychologicznych.

### Analiza psychologiczna
Eros w ujęciu Eurypidesa jest równoznaczny z brakiem opanowania. To siła destrukcyjna. Poeta wyprowadza tragiczne implikacje takiego rozumienia Erosa. Los człowieka jest zdeterminowany przez psychikę i przeżycia, nie natomiast przez bóstwa. Wątek miłości jest praktycznie nieobecny w twórczości Ajschylosa i Sofoklesa. W twórczości tragicznej problem miłość występuje na szeroką skalę dopiero dzięki Eurypidesowi, co stanowi jedną z podstaw jego dyskusji z tradycją tragedii greckiej. W Medei można zaobserwować dramat wewnętrzny bohaterki, to, jak zmieniają się jej uczucia od bezgranicznej miłości do nienawiści, która znajduje finał w dokonanej przez Medeę zemście. Z kolei w Hippolycie namiętnej miłości poddała się Fedra, która zakochała się we własnym pasierbie, odczuwając bezsilność wobec tej namiętności. Namiętność Fedry przyniosła tragiczne konsekwencje, powodując śmierć bohaterki i Hippolyta. Eurypides zapewne wątpił w to, że właściwe myślenie, adekwatna ocena sytuacji i kwalifikacja moralna danej czynności uchronią człowieka przed złem i jego konsekwencjami. Tragiczny los człowieka to zwykle dzieło samego człowieka wtedy, gdy emocje dominują nad rozumem.
W Heraklesie szalejącym podejmowane przez badaczy rozbicie kompozycyjne tragedii pozostaje w związku z jej głównym tematem, tj. szaleństwem, np. pierwsza część utworu jest wypełniona przez procesy typowe dla pozycji paranoidalno-schizoidalnej, co ma związek z prześladowczym obrazem Lykosa. W wypowiedziach postaci (Megary, Amfitriona i Lykosa) można znaleźć cechy psychotyczne, wskazujące na rodzaj utraty kontaktu z rzeczywistością na rzecz fantazji. Część druga opiera się na mechanizmach psychotycznych halucynacyjno-urojeniowego epizodu Heraklesa. Heraklesa szalejącego można potraktować jako tragedię, będącą drogą od boskości do człowieczeństwa, od fantazji do realności i od psychozy do zdrowia. Także w tym przypadku Eurypides porusza zagadnienia irracjonalnych namiętności człowieka, jego życia psychicznego, dając bogaty materiał do analiz psychologicznych.

### Prawo boskie a prawo ludzkie
Sztukami, w których na pierwszy plan wysuwa się tematyka państwowa, są Heraklidzi i Błagalnice. We wcześniejszych Heraklidach Eurypides porusza temat przeciwstawienia prawa boskiego i prawa ludzkiego oraz wskazuje, że sprawiedliwość to podstawa wspólnoty państwowej i relacji między obywatelami. Natomiast w Błagalnicach poeta ukazuje prawo jako fundamentu funkcjonowania państwa, dążąc do idealizacji tego obrazu. Bohaterowie Błagalnic również przywołują problem prawa niepisanego, które znajduje wyraz w praktykach religijnych oraz prawa spisanego, będącego podstawą państwa demokratycznego. W tej tragedii – inaczej niż np. w Antygonie Sofoklesa – prawo pochówku zmarłych jest zaprezentowane jako prawo boskie, które ma odzwierciedlenie w prawie ludzkim. W obu tragediach Eurypides oscyluje wokół takich zagadnień, jak wiara w bogów uznawanych przez państwo, prawo azylu i gościnności, prawo i tradycja składania ofiar, prawo i obowiązek grzebania zmarłych lub lojalność wobec państwa.

## Arystofanejska krytyka Eurypidesa
Eurypidesa, jego twórczość oraz krytykę tej twórczości można potraktować jako jedną z głównych obsesji Arystofanesa. Komediopisarz często podejmował dialog z tragediopisarzem, np. w Acharnejczykach kluczowe są zapożyczenia z niezachowanego Telefosa, a sam tragik został ukazany jako „twórca łachmanowych tragedii”. Bohater Arystofanesa operuje stereotypem tragedii eurypidejskiej, aby przekonać chór do swoich racji, zaś sama sekwencja ma paratragiczne umotywowanie. Deheroizacja mitu i mitologicznych bohaterów dokonana przez Eurypidesa polegała na ubraniu ich w „łachmany”, tj. na poruszaniu spraw skrywanych i uznanych za niegodne pokazywania, a także na niechęci do „heroicznych postaci pozytywnych”, co skrytykował Arystofanes.
Utwory, które komediopisarz poświęcił niemal wyłącznie Eurypidesowi, to Thesmoforie i Żaby. W Thesmoforiach tragediopisarz został skrytykowany za nowatorstwo, rezygnację z typowego dla tragedii patosu, za wprowadzanie elementów codzienności i skupianie się na sprawach kobiet i miłości, za realizm i sofistyczną retorykę. Natomiast w Żabach komediopisarz porównał twórczość tragiczną Ajschylosa z osiągnięciami Eurypidesa oraz wyłożył swój pogląd na społeczną funkcję tragedii greckiej.

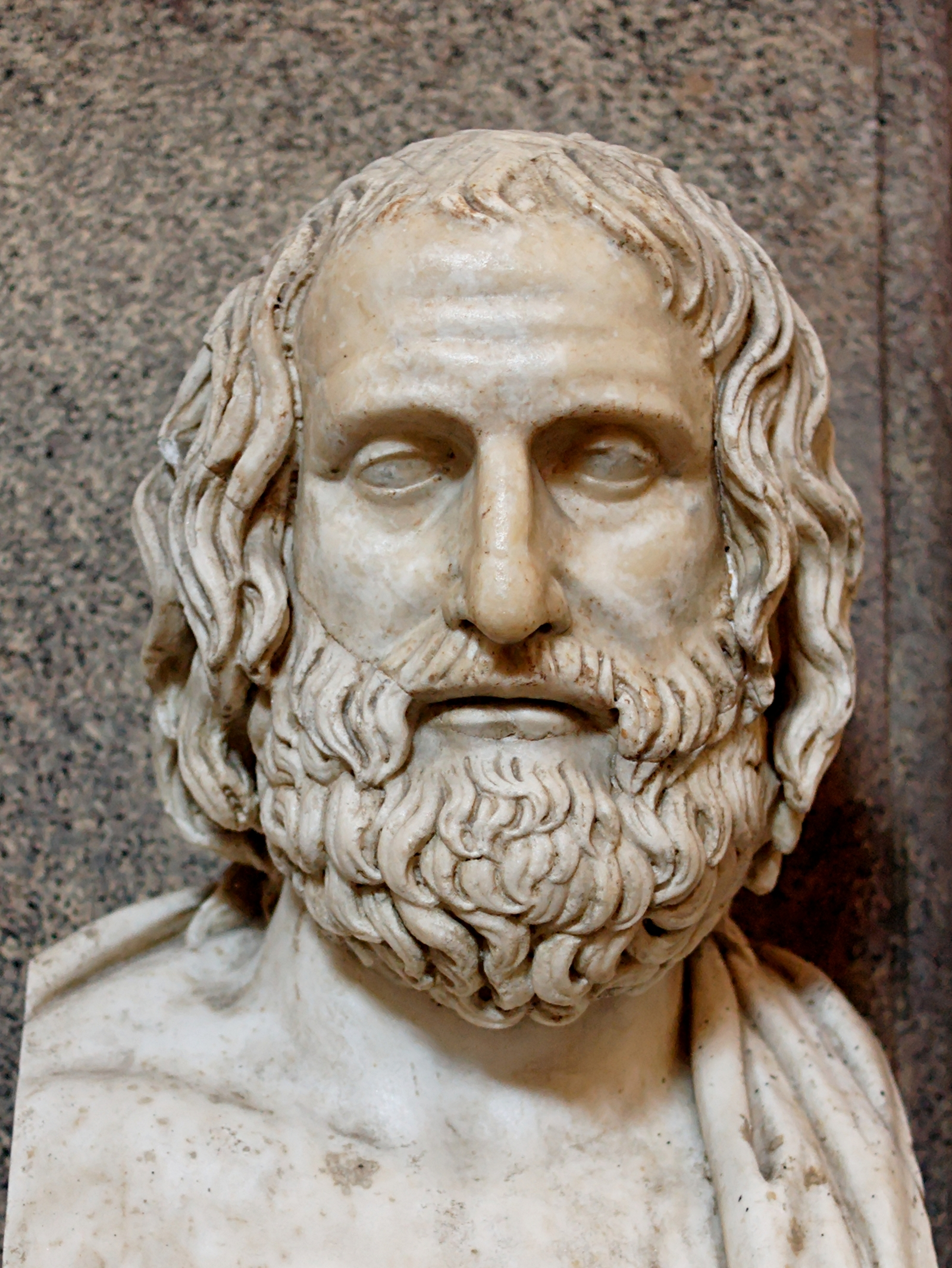
Eurypides

## Nowożytna recepcja utworów Eurypidesa
Do popularyzacji twórczości Eurypidesa w nowożytnej Europie przyczyniły się przekłady jego tragedii na język łaciński i wcześnie udostępniane ich editiones principes. W 1495 r. we Florencji (Janus Lascaris) pojawiło się niepełne wydanie dzieł Eurypidesa, które zgromadziło 4 utwory: Medea, Hippolytus, Alcestis, Andromache. Natomiast w 1503 r. w Wenecji w oficynie Aldusa ukazały się Euripidis Tragoediae septendecim [...] Hecuba, Orestes, Phoenissae, Medea, Hippolytus, Alcestis, Andromache, Supplices, Iphigenia in Aulide, Iphigenia in Tauris, Rhesus, Troades, Bacchae, Cyclops, Heraclidae, Helena, Ion. Później dzieła Eurypidesa były drukowane stosunkowo często. Udostępniły je takie oficyny, jak J. Hervagium (Basileae, 1537 r.), J. Oporinus (Basileae, 1544 r.), P. Vettori (Roma, 1545 r.), J. Oporinus (Basileae, 1551 r. – wydanie uchodzące za pełne), J. Oporinus (Basileae, 1562 r. – wydanie będące pierwszym wydaniem grecko-łacińskim), Plantinus (Antverpiae, 1571 r. – wydanie będące pierwszym wydaniem krytycznym). Ważnym osiągnięciem wydawniczym nowożytnej Europy w zakresie popularyzacji tragedii Eurypidesa było dzieło Aristologia Euripidea w opracowaniu Michaeli Neandri Soraviensi, które wydrukowała oficyna Jana Oprinusa w 1559 r. Jadwiga Czerwińska i Magdalena Koźluk nazywają je „perłą Eurypidejskich maksym”.

## Eurypides na współczesnych scenach polskich
Dramaty Eurypidesa były inscenizowane przez ważniejszych polskich reżyserów teatralnych ostatnich lat, tj. przez Krzysztofa Warlikowskiego, Włodzimierza Staniewskiego, Maję Kleczewską i Pawła Passiniego.
W 2001 r. Warlikowski zrealizował w Teatrze Rozmaitości w Warszawie Bachantki. W przedstawieniu wystąpili Andrzej Chyra w roli Dionizosa, Jacek Poniedziałek jako Penteusz i Małgorzata Hajewska-Krzysztofik jako Agaue. Reżyser podjął temat władzy i tożsamości seksualnej, a także patologicznych relacji rodzinnych osadzonych w estetyzowanej przestrzeni, która przypominała starożytną łaźnię, świątynię bądź atrium. Warlikowski zrezygnował z poruszania problemu kultów religijnych, sytuując się na przeciwległym biegunie wobec tego, na którym znalazł się Staniewski.
W 2004 r. Staniewski w Ośrodku Praktyk Teatralnych Gardzienice przedstawił Elektrę, mającą w inscenizacyjnym założeniu formę eseju teatralnego. Elektra powstała w ramach badań Gardzienic nad kulturą starożytną. Przed widzami dokonywała się rekonstrukcja antycznej cheironomii. Przedstawianie metod pracy Ośrodka współwystępowało z opowieścią o Eurypidesie (w tej roli wystąpił Mariusz Gołaj) i o innych twórcach antycznych. Staniewski prowadził grę mitem i grę z mitem, wprowadził wątki autotematyczne, pytał o stosunek do osiągnięć przodków i umożliwił spotkanie widzów i twórców z tradycją.
W 2006 r. Maja Kleczewska zrealizowała w Teatrze Narodowym w Warszawie spektakl, opierający się na kilku tekstach reinterpretujących mit o Fedrze: Hippolytos uwieńczony Eurypidesa, Fedra Seneki, Dla Fedry Pera Olova Enquista i Fedra Istvána Tasnádiego. W przedstawieniu wystąpili Danuta Stenka jako Fedra, Aleksandra Justa jako Enona, Patrycja Soliman jako Arycja, Kamilla Baar jako Panope, Jan Englert jako Tezeusz i Michał Czernecki jako Hipolit. Osią realizacji Kleczewskiej była walka. Akcja przedstawienia została osadzona w sterylnej przestrzeni szpitalnej, a także w sali cateringowej. Spektakl odczytywano jako projekcję świadomości Fedry, która w trakcie rozwoju akcji ulegała zapadaniu się w sobie i degradacji. Czytano go także jako refleksję o pragnieniu i o relacjach między Erosem i Tanatosem.
W 2012 r. Paweł Passini wystawił w Teatrze im. Wojciecha Bogusławskiego w Kaliszu Tragedie antyczne, które opierały się na trzech utworach Eurypidesa: Ifigenia w Aulidzie, Orestes i Bachantki. Były one częścią projektu artystyczno-badawczego Dynamika metamorfozy prowadzonego w Instytucie im. Jerzego Grotowskiego. Passini zaprezentował spektakl, będący historią o mściwych kobietach i bogach oraz o żądnych sławy mężczyznach. Ważną rolę odgrywał chór, który w pierwszej części przedstawienia był tworzony przez mężczyzn, zaś w drugiej przez kobiety, które przypominały Erynie.

## Wykaz dzieł
Eurypides napisał przeszło 90 sztuk, z czego zachowało się 17 tragedii i jeden dramat satyrowy:
- Alkestis (438 p.n.e.) – tragedia z elementami dramatu satyrowego
- Medea (431 p.n.e.)
- Heraklidzi (tekst) (około 429 p.n.e.)
- Hippolytos uwieńczony (428 p.n.e.)
- Hekabe (tekst) (około 425 p.n.e.)
- Błagalnice (około 420 p.n.e.)
- Andromacha (około 419 p.n.e.)
- Herakles szalejący (tekst) (powstał prawdopodobnie około 416 p.n.e.)
- Trojanki (415 p.n.e.)
- Elektra (wystawiona w 415 p.n.e.[55])
- Ion (około 414 p.n.e.)
- Helena (tekst) (412 p.n.e.)
- Ifigenia w Taurydzie (tekst) (powstała między 413 p.n.e. a 409 p.n.e.)
- Fenicjanki (między 409 p.n.e. a 407 p.n.e.)
- Orestes (tekst) (408 p.n.e.)
- Bachantki (407 p.n.e.)
- Ifigenia w Aulidzie (406 p.n.e.)
- oraz dramat satyrowy Cyklop (tekst).

W zbiorach sztuk Eurypidesa zachowała się także tragedia Resos (tekst), która zdaniem badaczy wyszła jednak spod pióra innego autora.
Spośród sztuk Eurypidesa, które zaginęły bądź zachowały się we fragmentach można wymienić takie, jak:
- Ajolos (przed 423 p.n.e.)
- Aleksander (415 p.n.e.)
- Alkmena (rok powstania nieokreślony)
- Alkmeon w Koryncie (około 405 p.n.e.)
- Andromeda (412 p.n.e.) – tragedia sparodiowana przez Arystofanesa w Thesmoforiach
- Antiope (powstała po 412 p.n.e.)
- Archelaos (około 410 p.n.e.)
- Bellerofont (przed 425 p.n.e.)
- Danae (rok powstania nieokreślony)
- Edyp (rok powstania nieokreślony)
- Egeusz (rok powstania nieokreślony)
- Eol (rok powstania nieokreślony)
- Erechteus (przed 411 p.n.e.)
- Eurysteusz (rok powstania nieokreślony)
- Faeton (około 420 p.n.e.)
- Filoktet (431 p.n.e.)
- Hypsipyle (między 409 p.n.e. a 407 p.n.e.)
- Iksjon (rok powstania nieokreślony)
- Kadmos (rok powstania nieokreślony)
- Likymnios (rok powstania nieokreślony)
- Melanippe mądra (około 420 p.n.e.)
- Melanippe w pętach (około 412 p.n.e.)
- Meleager (rok powstania nieokreślony)
- Ojneus (rok powstania nieokreślony)
- Ojnomaos (rok powstania nieokreślony)
- Palamedes (415 p.n.e.)
- Peliades (455 p.n.e.)
- Protesilaos (rok powstania nieokreślony)
- Radamantys (rok powstania nieokreślony)
- Skiron (rok powstania nieokreślony)
- Syleus (rok powstania nieokreślony)
- Telefos (438 p.n.e.)
- Temenos (rok powstania nieokreślony)
- Tenes (rok powstania nieokreślony)
- Tezeusz (rok powstania nieokreślony)
- Tyestes (rok powstania nieokreślony)